# 相生町 (恵庭市)
相生町（あいおいまち）は北海道恵庭市の地名。郵便番号は061-1448。人口は1,977人、世帯数は1,192世帯。

## 地理
JR恵庭駅がある千歳線沿線の地域で、相生町内に団地中央通・相生通・相生中通が通っている。

## 歴史

### 沿革
- 1960年（昭和35年）- 大字漁村の一部から相生町に町名変更[4]。
- 1961年（昭和36年）- 大字漁村を編入[4]。
- 1975年（昭和50年）- 字戸磯の一部を編入、相生町の一部が住吉町に編入[4]。
- 2021年（令和3年）3月13日 - 相生町1 - 3丁目に住居表示変更[5]。

### 町名の変遷
町名の変遷は以下の通り。
| 実施内容 | 実施年月日 | 実施前   | 実施後 |
| -------- | ---------- | -------- | ------ |
| 町名変更 | 1960年     | 大字漁村 | 相生町 |

## 人口と世帯数
2023年9月30日現在の人口と世帯数は以下の通り。
| 町・丁      | 人口    | 世帯      |
| ----------- | ------- | --------- |
| 相生町1丁目 | 705人   | 439世帯   |
| 相生町2丁目 | 461人   | 264世帯   |
| 相生町3丁目 | 303人   | 200世帯   |
| 相生町4丁目 | 508人   | 289世帯   |
| 計          | 1,977人 | 1,192世帯 |

### 人口の変遷
国勢調査による人口数の推移。
| 1995年（平成7年）  | 1,678人 | [ 6 ]  |  |
| 2000年（平成12年） | 1,709人 | [ 7 ]  |  |
| 2005年（平成17年） | 1,641人 | [ 8 ]  |  |
| 2010年（平成22年） | 1,801人 | [ 9 ]  |  |
| 2015年（平成27年） | 1,862人 | [ 10 ] |  |
| 2020年（令和2年）  | 1,977人 | [ 11 ] |  |

### 世帯数の変遷
国勢調査による世帯数の推移。
| 1995年（平成7年）  | 728世帯   | [ 6 ]  |  |
| 2000年（平成12年） | 762世帯   | [ 7 ]  |  |
| 2005年（平成17年） | 805世帯   | [ 8 ]  |  |
| 2010年（平成22年） | 940世帯   | [ 9 ]  |  |
| 2015年（平成27年） | 941世帯   | [ 10 ] |  |
| 2020年（令和2年）  | 1,065世帯 | [ 11 ] |  |

## 小・中学校の通学区
小・中学校の通学区は以下の通り。
| 町・丁      | 街区 | 小学校             | 中学校             |
| ----------- | ---- | ------------------ | ------------------ |
| 相生町1丁目 | 全域 | 恵庭市立恵庭小学校 | 恵庭市立恵明中学校 |
| 相生町2丁目 | 全域 | 恵庭市立恵庭小学校 | 恵庭市立恵明中学校 |
| 相生町3丁目 | 全域 | 恵庭市立和光小学校 | 恵庭市立恵明中学校 |
| 相生町4丁目 | 全域 | 恵庭市立和光小学校 | 恵庭市立恵明中学校 |

## 交通

### 鉄道
- JR千歳線恵庭駅

### バス
- えにわコミュニティバス（ecoバス）
  - 「住吉4丁目」・「JR恵庭駅西口」・「みどりのクリニック」停留所がある[13]。

### 道路
- 都市計画道路
  - 3・4・109 恵庭駅通[14]
  - 3・4・110 柏木戸磯通[14]
  - 3・4・123 団地中央通[14]
  - 3・4・133 相生通[14]
  - 7・5・101 相生中通[14]

## 施設
文化
- いざりえ恵庭ビル（相生町1丁目）

教育
- 認定こども園あいおい子ども園（相生町1丁目）

行政
- 千歳警察署 恵庭駅前交番（相生町1丁目）

産業・商業
- JA道央 相生支店（相生町1丁目）
- セブン-イレブン 恵庭駅前店（相生町1丁目）

宗教
- 末日聖徒イエス・キリスト教会千歳恵庭支部（相生町1丁目）